# سی. پی. اسنو
سی. پی. اسنو (انگلیسی: C. P. Snow؛ ۱۵ اکتبر ۱۹۰۵ – ۱ ژوئیهٔ ۱۹۸۰) دانشمند در زمینه شیمی‌فیزیک و رمان‌نویس اهل انگلستان بود.
وی همچنین برندهٔ جوایزی همچون جایزه یادبود جیمز تیت بلاک و اشرافیت انتصابی شده‌است.